# ノボロギク
ノボロギク（野襤褸菊、学名: Senecio vulgaris）は、キク科の越年生または一年生の広葉雑草。ヨーロッパ原産で、日本では帰化植物の一つ。
和名は「野に生えるボロギク」の意で、ボロギクとはサワギクのこと。オキュウクサ、タイショウクサともいう。中国名は、歐洲千里光（別名：歐洲黃菀）。

## 形態・生態
一年生の草本。茎は中空で、高さ20 - 40センチメートル (cm) に直立し、多数に分枝して株を形成する。色はうす緑色から赤紫色。水分が多く、まばらに毛がある。
子葉は長楕円形で、葉先はややとがる。成葉は互生し、不規則に羽状の切れ込みがあり、基部で広がって茎を抱く。色は濃緑色で厚く、やや光沢があり、表面には毛はほとんどない。長さ3 - 5 cm、幅1 - 3 cm。
開花は通常5 - 8月、温暖な地域ではほぼ一年中。花は1 cm程度の頭状花序で、黄色い筒状花だけの花をつける。総苞は円同型で、総苞外片は長さ1 - 3ミリメートル (mm) で上半部は黒色、総苞内片は長さ6 mmで緑色をしている。筒状花は、花冠の先端が5裂し、白色の冠毛がある。
果実は痩果で、円柱状で10本の脈がある。種子は長い白色の冠毛を持ち、風にのって飛散し、繁殖する。

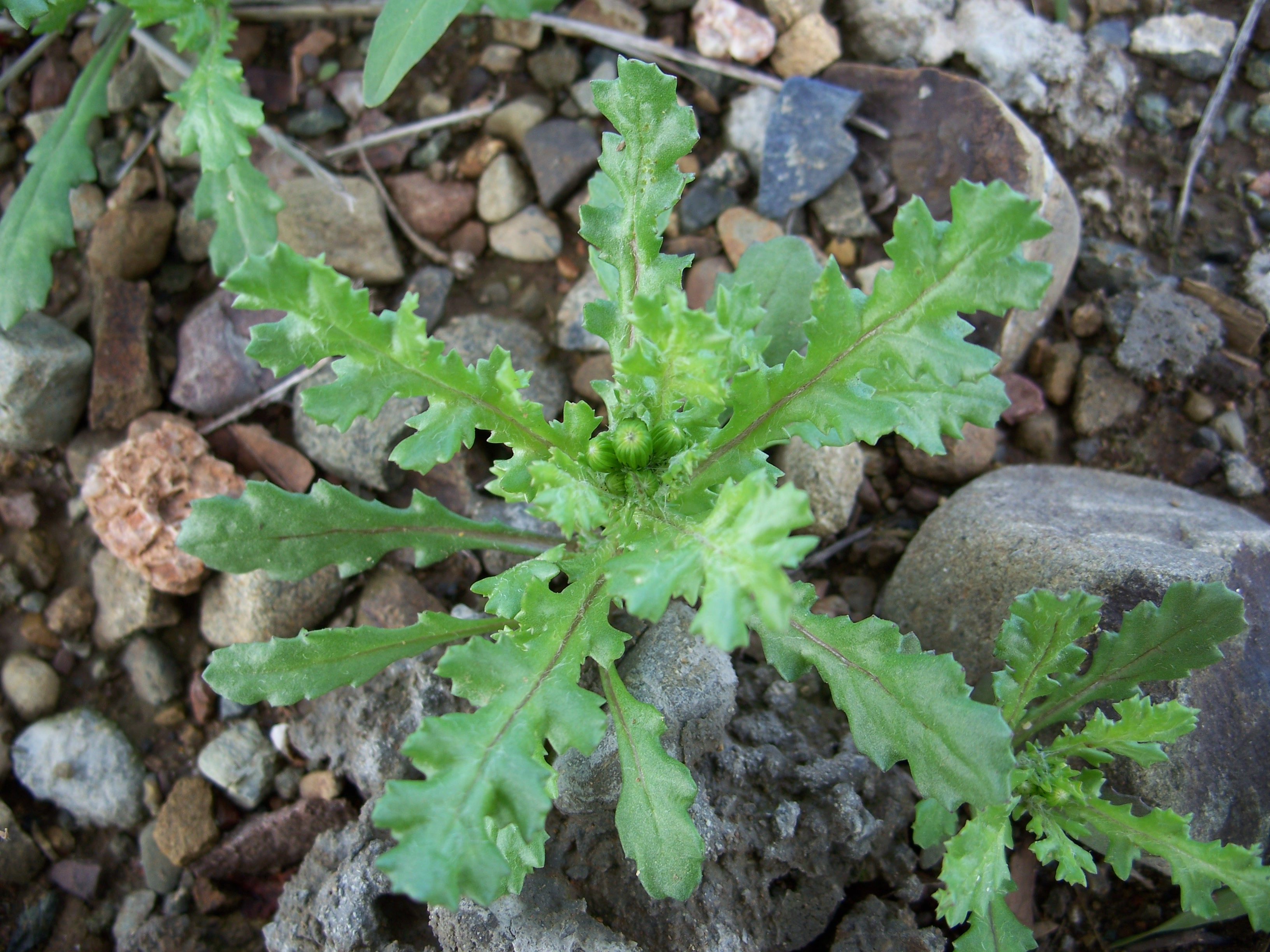
葉
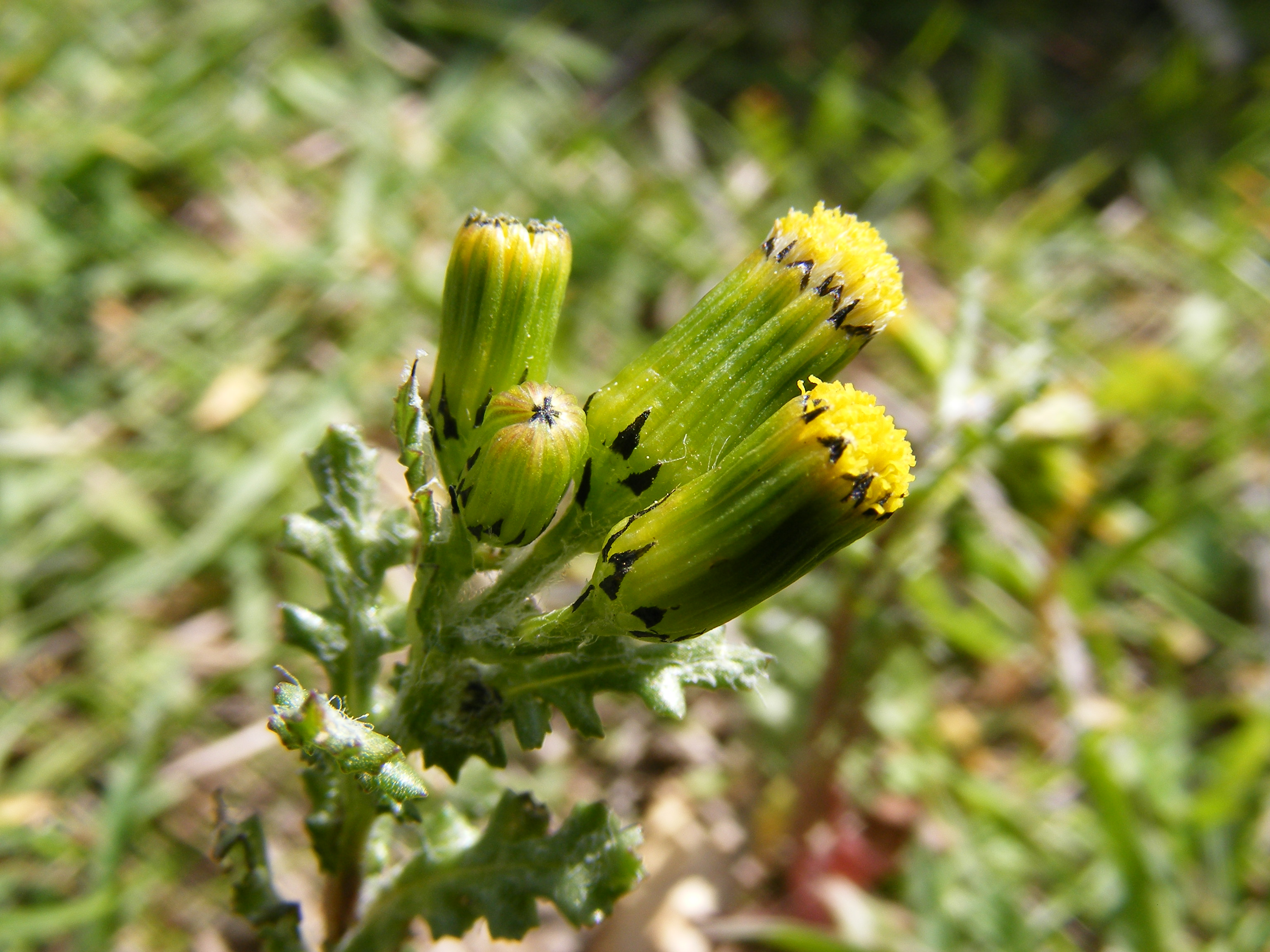
花
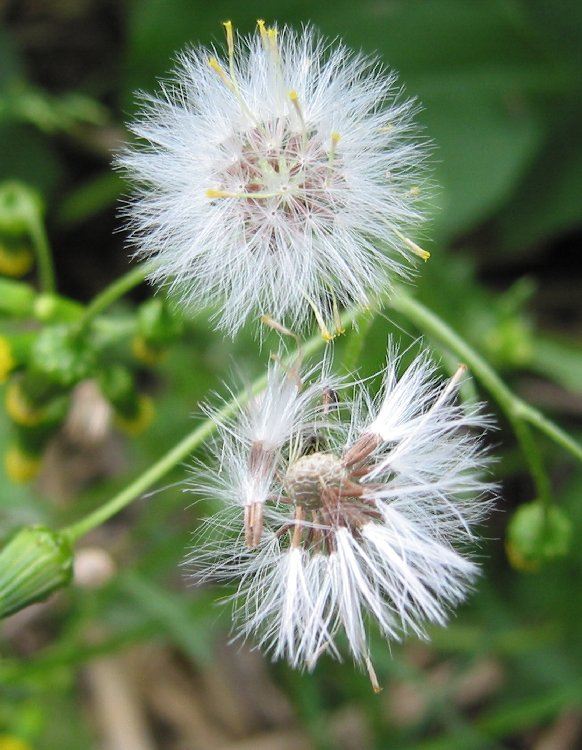
果実

生育適温は7 - 35℃、25℃が最適温度である。積雪地以外では、一年中発生する。

## 分布・生育地
ヨーロッパ原産。世界中の寒冷地 - 亜熱帯に分布する。日本では明治初期にヨーロッパから入り、北海道から沖縄まで全国に分布する。
耕作地では一般畑、果樹園、水田転作畑によく見られ、道端や空き地にも自生する。

## 人間との関わり
畑地では強害雑草となることがある。有毒で食用には出来ない。

### 収斂性
過去には血止めのために鼻血などの際に使用されたが、今日はピロリジジンアルカロイドの毒性のため推薦されない。